# Taking It All Too Hard
«Taking It All Too Hard» es una canción de la banda de rock progresivo Genesis, es la sexta parte de su álbum epónimo "Genesis", publicado en 1983. Conocida principalmente por el trabajo de Tony Banks al tocar su teclado Yamaha CP-70.
Fue lanzada únicamente en los Estados Unidos en el verano de 1984 y alcanzó solamente el puesto 50 de la lista Billboard Hot 100, logrando un puesto mínimo 11 en el Adult Contemporary recibiendo su significativo airplay. Se la incluyó junto con la octava parte, "Siver Rainbow" como el lado B. El grupo finaliza la primera parte de su carrera con este sencillo, hasta el éxito "Invisible Touch" en 1986.

## Personal
- Phil Collins - batería, percusión, voz.
- Tony Banks - teclados
- Mike Rutherford - guitarra, bajo eléctrico